# New Bedford River
New Bedford River är en kanal i Storbritannien. Den ligger i riksdelen England, i den sydöstra delen av landet, 90 km norr om huvudstaden London.